# WCT Challenge Cup 1979
Il WCT Challenge Cup 1979 è stato un torneo di tennis giocato sul sintetico indoor. È stata la 4ª edizione del WCT Challenge Cup, che fa parte del Colgate-Palmolive Grand Prix 1979. Il torneo si è giocato a Montréal in Canada, dal 4 al 10 dicembre 1979.

## Campioni

### Singolare maschile
Björn Borg ha battuto in finale  Jimmy Connors con il punteggio di 6–4, 6–2, 2–6, 6–4